# Francesc Prat i Puig
Francesc Prat i Puig   (la Pobla de Lillet, 1906 - Santiago de Cuba, 1997) fou un arqueòleg català.

## Biografia
Es llicencià en arqueologia a la Universitat de Barcelona, on fou deixeble de Pere Bosch i Gimpera. El seu primer treball fou un estudi de l'aqüeducte romà de Pineda de Mar, sobre el qual publicà l'Aqüeducte romà de Pineda.
Durant la Segona República espanyola alternà els treballs per a l'Institut d'Estudis Catalans en l'elaboració del mapa arqueològic del Maresme i la seva militància a Esquerra Republicana de Catalunya i durant la Guerra Civil espanyola lluità com a voluntari amb el grau de tinent. Exiliat a França, fou internat en el camp de concentració d'Agde, on descobrí un poblat iber en els seus terrenys i aconseguí permís per excavar-hi.
El 1939 marxà a Amèrica i s'establí a Santiago de Cuba, on gràcies a l'ajut de la Societat de Beneficència de Naturals de Catalunya treballà com a de professor d'història de l'art a la universitat. Fou fundador de la Casa del Caribe de Santiago i impulsor del Museo de Arte de la ciutat. El 1952 realitzà al parc Céspedes el disseny del projecte per a la construcció d'un nou ajuntament a Santiago de Cuba i el 1952-1962 dirigí els treballs de restauració del Castillo del Morro, a Santiago de Cuba. El 1963 dirigí les obres de restauració de la Casa de Velázquez, residència del qui fou primer governador espanyol de Cuba.
L'any 1980 el Ministeri d'Educació del govern cubà li donà el grau de Doctor en Història de l'Art de manera excepcional com a reconeixement a la seva labor docent i d'investigació, i l'any 1988 la Universitat de l'Havana l'honorà amb el títol d'Especialista en Ciències Arqueològiques. El 1991 el govern espanyol li atorgà l'Ordre d'Isabel la Catòlica i el 1993 la Generalitat de Catalunya li concedí la Creu de Sant Jordi. El 2003 es creà el Centro Cultural Francisco Prat Puig a Santiago de Cuba, on s'exposa la seva col·lecció d'antiguitats.

## Obres
- El prebarroco en Cuba (1947)
- L'aqüeducte romà de Pineda (1936)